# Mert Grup Sigorta Spor Kulübü 2021-2022
Questa voce raccoglie le informazioni riguardanti il Mert Grup Sigorta Spor Kulübü nelle competizioni ufficiali della stagione 2021-2022.

## Stagione
Il Mert Grup Sigorta Spor Kulübü non utilizza alcuna denominazione sponsorizzata nella stagione 2021-22.
Partecipa al suo primo campionato di Sultanlar Ligi, ottenendo un nono posto in regular season, restando appena fuori dai play-off scudetto; in Coppa di Turchia, invece, non supera la fase a gironi.

## Organigramma societario
Area direttiva
- Presidente: Aydın Kaya

Area tecnica
- Allenatore: Nahit Cantürk (fino a dicembre[3]), Murat Haktanır (da dicembre[4] fino a febbraio[5]), Cengiz Akarçeşme (da febbraio[5])
- Allenatore in seconda: Murat Haktanır (da dicembre[4]), Engin Özbek, Özer Özgen
- Assistente allenatore: Uğur Çayır
- Scoutman: Kerem Solmaz

## Rosa
| N° | Nome                | Ruolo | Data di nascita   | Nazionalità sportiva |
| -- | ------------------- | ----- | ----------------- | -------------------- |
| 1  | Gizem Düzeltir      | L     | 15 aprile 1996    | Turchia              |
| 1  | Merve İzbilir       | L     | 1º dicembre 1997  | Turchia              |
| 2  | Defne Tokol         | P     | 19 febbraio 1995  | Turchia              |
| 3  | Gaila González      | O     | 25 giugno 1997    | Rep. Dominicana      |
| 5  | Alara Gündüz        | L     | 5 giugno 1994     | Turchia              |
| 6  | Özge Yurtdagülen    | C     | 6 agosto 1993     | Turchia              |
| 7  | Miroslava Paskova   | S     | 16 febbraio 1996  | Bulgaria             |
| 8  | Seda Menekşe        | S     | 8 luglio 1997     | Turchia              |
| 10 | Selin Toy           | O     | 13 luglio 1993    | Turchia              |
| 11 | Ayça İsmailçebioğlu | S     | 13 maggio 1998    | Turchia              |
| 12 | Melek Erbuğa        | P     | 12 luglio 2002    | Turchia              |
| 13 | Ol'ga Birjukova     | S     | 19 settembre 1994 | Russia               |
| 15 | Merve Çepni         | C     | 19 agosto 1996    | Turchia              |
| 16 | İkbal Albayrak      | C     | 15 ottobre 1991   | Turchia              |
| 17 | Cansu Aydınoğulları | P     | 18 febbraio 1992  | Turchia              |

## Statistiche

### Statistiche di squadra
| Competizione     | Punti | In casa | In casa | In casa | In trasferta | In trasferta | In trasferta | Totale | Totale | Totale |
| Competizione     | Punti | G       | V       | P       | G            | V            | P            | G      | V      | P      |
| ---------------- | ----- | ------- | ------- | ------- | ------------ | ------------ | ------------ | ------ | ------ | ------ |
| Sultanlar Ligi   | 29    | 13      | 6       | 7       | 13           | 4            | 9            | 26     | 10     | 16     |
| Coppa di Turchia | 3     | 0       | 0       | 0       | 0            | 0            | 0            | 3      | 1      | 2      |
| Totale           | -     | 13      | 6       | 7       | 13           | 4            | 9            | 29     | 11     | 8      |

G = partite giocate; V = partite vinte; P = partite perse

### Statistiche dei giocatori
| Giocatore         | Campionato | Campionato | Campionato | Campionato | Campionato | Coppa di Turchia | Coppa di Turchia | Coppa di Turchia | Coppa di Turchia | Coppa di Turchia | Totale | Totale | Totale | Totale | Totale |
| Giocatore         | P          | PT         | AV         | MV         | BV         | P                | PT               | AV               | MV               | BV               | P      | PT     | AV     | MV     | BV     |
| ----------------- | ---------- | ---------- | ---------- | ---------- | ---------- | ---------------- | ---------------- | ---------------- | ---------------- | ---------------- | ------ | ------ | ------ | ------ | ------ |
| İ. Albayrak       | 19         | 100        | 62         | 30         | 8          | 3                | 18               | 14               | 3                | 1                | 22     | 118    | 76     | 33     | 9      |
| C. Aydınoğulları  | 26         | 95         | 43         | 34         | 18         | 3                | 8                | 4                | 2                | 2                | 29     | 103    | 47     | 36     | 20     |
| O. Birjukova      | 19         | 151        | 123        | 20         | 8          | 1                | 0                | 0                | 0                | 0                | 20     | 151    | 123    | 20     | 8      |
| M. Çepni          | 20         | 59         | 32         | 21         | 6          | 2                | 5                | 3                | 2                | 0                | 22     | 64     | 35     | 23     | 6      |
| G. Düzeltir       | 11         | 0          | 0          | 0          | 0          | 3                | 0                | 0                | 0                | 0                | 14     | 0      | 0      | 0      | 0      |
| M. Erbuğa         | 8          | 3          | 3          | 0          | 0          | 0                | 0                | 0                | 0                | 0                | 8      | 3      | 3      | 0      | 0      |
| G. González       | 26         | 583        | 475        | 58         | 50         | 2                | 35               | 28               | 3                | 4                | 28     | 618    | 503    | 61     | 54     |
| A. Gündüz         | 23         | 0          | 0          | 0          | 0          | 3                | 0                | 0                | 0                | 0                | 26     | 0      | 0      | 0      | 0      |
| A. İsmailçebioğlu | 26         | 78         | 69         | 5          | 4          | 3                | 21               | 16               | 3                | 2                | 29     | 99     | 85     | 8      | 6      |
| M. İzbilir        | 12         | 0          | 0          | 0          | 0          | -                | -                | -                | -                | -                | 12     | 0      | 0      | 0      | 0      |
| S. Menekşe        | 13         | 17         | 13         | 3          | 1          | 3                | 8                | 7                | 1                | 0                | 16     | 25     | 20     | 4      | 1      |
| M. Paskova        | 26         | 379        | 319        | 36         | 24         | 3                | 35               | 30               | 4                | 1                | 29     | 414    | 349    | 40     | 25     |
| D. Tokol          | 13         | 3          | 1          | 2          | 0          | 3                | 0                | 0                | 0                | 0                | 16     | 3      | 1      | 2      | 0      |
| S. Toy            | 3          | 1          | 1          | 0          | 0          | 3                | 8                | 7                | 1                | 0                | 6      | 9      | 8      | 1      | 0      |
| Ö. Yurtdagülen    | 26         | 119        | 70         | 37         | 12         | 3                | 8                | 3                | 4                | 1                | 29     | 127    | 73     | 41     | 13     |

P = presenze; PT = punti totali; AV = attacchi vincenti; MV = muri vincenti; BV = battute vincenti